# 山田町 (八王子市)
山田町（やまたまち）は、東京都八王子市南部の地名である。丁番を持たない単独町名であり、住居表示未実施区域。郵便番号は193-0933（八王子南郵便局管区）。

## 地理
八王子市の南部の横山丘陵上に位置し、北部を山田川が流れ、京王高尾線が南北に分断している。なお、京王高尾線には山田駅が存在するが、同駅の所在地は隣接する緑町である。元々は農村地であったが、1967年の京王高尾線開業以降、急速な住宅地化が進んでいる中、北部には東京都指定史跡の広園寺を始めとする寺院が建つ。
東で緑町、西でめじろ台、南で小比企町・椚田町、北で散田町と隣接する。

## 河川
- 山田川

## 歴史

### 地名の由来
諸説あるが、
- 片倉城の重要な耕作地であった三つの田んぼ「散田（現在の散田町一・三・四丁目付近）」、「三田（現在の散田町五丁目から東浅川町東側の三田地域付近）」、「山田（現在の散田町二丁目から山田町・めじろ台付近）」から
- 広園寺のある付近の土地を「山田（さんだ）」と呼んだことから

等が由来とされている。

### 沿革
- 1667年（寛文7年） - 検地によって、現在の散田町、並木町、山田町の全域、めじろ台のほぼ全域、東浅川町東側の三田地域、台町の一部が武蔵国多摩郡散田村として確定する。[5]
- 1889年（明治22年）4月1日 - 町村制施行により、神奈川県南多摩郡散田村が下長房村、下椚田村、館村、寺田村、大船村が合併し、横山村が成立する。
- 1955年（昭和30年）4月1日 - 横山村が八王子市に編入、
- 1956年（昭和31年）10月1日 - 旧横山村のうち、旧散田村小字山田の地域が山田町となる。
- 1967年 - 西部の現在のめじろ台の地域で、京王帝都電鉄（現・京王電鉄）による京王めじろ台団地の分譲を開始、山田駅（緑町）及びめじろ台駅が開業。
- 1968年（昭和43年）5月1日 - 京王めじろ台団地の地域をめじろ台として分離。
- 1981年 （昭和56年）3月1日 - 住居表示実施により一部が散田町2丁目に編入。

## 世帯数と人口
2017年（平成29年）12月31日現在の世帯数と人口は以下の通りである。
| 町丁   | 世帯数    | 人口    |
| ------ | --------- | ------- |
| 山田町 | 1,252世帯 | 2,832人 |

## 小・中学校の学区
市立小・中学校に通う場合、学区は以下の通りとなる。
| 番地 | 小学校               | 中学校               | 通学許可校           |
| --- | -------------------- | -------------------- | -------------------- |
| 1964番地8、11、13 1964番地17、21〜26 | 八王子市立椚田小学校 | 八王子市立椚田中学校 | 八王子市立横山中学校 |
| 1689〜1694番地 1960番地5、7、13〜15 1966番地6、16、26 1966番地39〜40 1993番地、1995〜1998番地 2000番地1、2001〜2002番地 2005番地2、2217番地5 | 八王子市立椚田小学校 | 八王子市立椚田中学校 |                      |
| その他 | 八王子市立山田小学校 | 八王子市立第七中学校 | 八王子市立横山中学校 |

## 交通

### 道路
- 東京都道・神奈川県道506号八王子城山線
- 椚田遺跡公園通

### 路線バス
- 京王バス南
  - 京王八王子駅〜山田〜上大船・法政大学・東京家政学院

## 施設

### 行政
- 八王子市斎場

### 教育
- 八王子市立山田小学校
- めじろ保育園
- 光明第五保育園
- 永明院ルンビニ幼稚園

### 商業
- AOKI八王子めじろ台店

### 公園・神社・寺院
- 広園寺
- 同証院
- 永明院
- 西笑禅院
- 雲龍寺

## 史跡
- 広園寺 - 東京都指定史跡
- 山田町遺跡 - 縄文時代中期の遺跡